# Rieseby

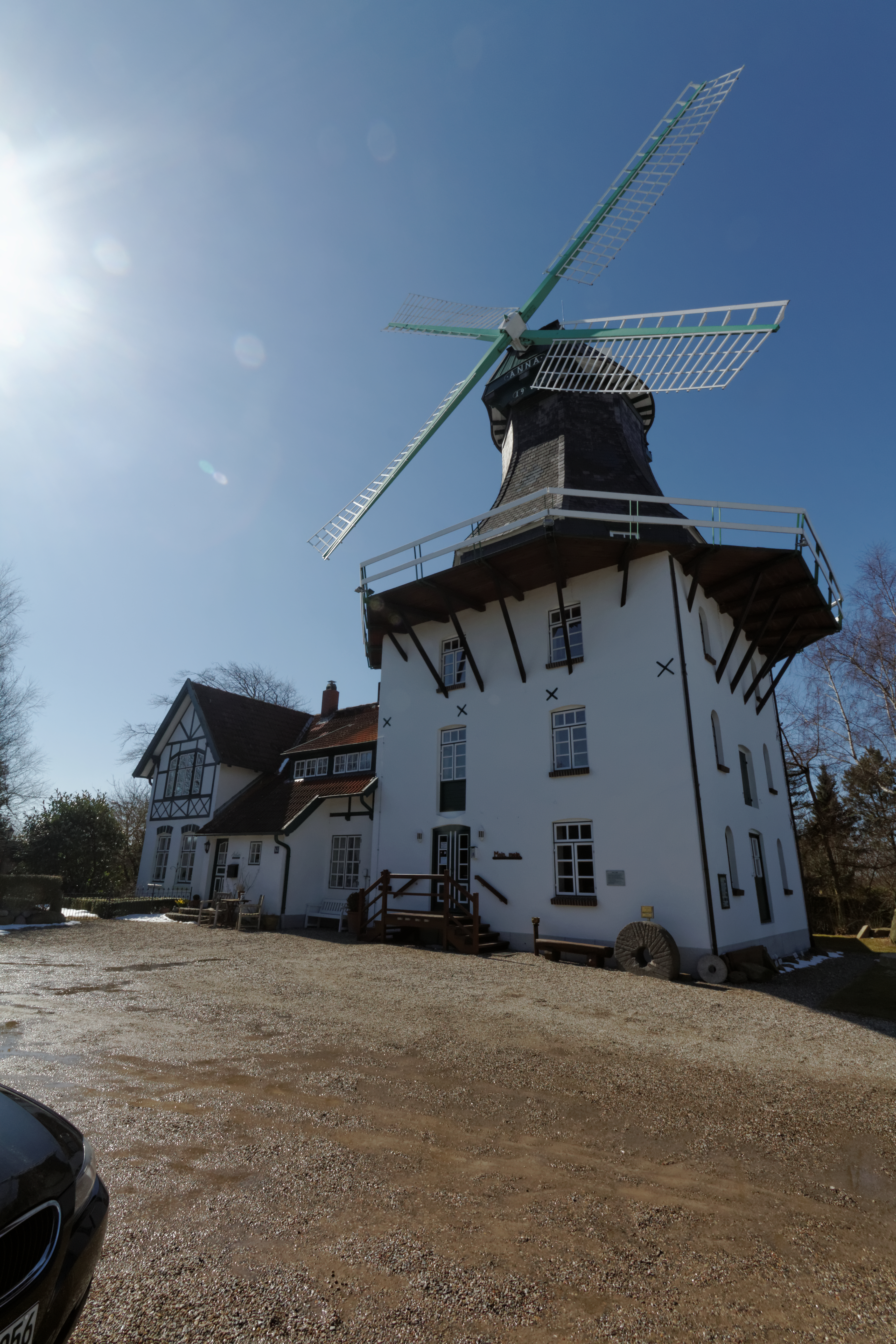
Młyn „Anna” w Rieseby

Rieseby (dolnoniem. Riesby, duń. Risby) – miejscowość i gmina w Niemczech, w kraju związkowym Szlezwik-Holsztyn, w powiecie Rendsburg-Eckernförde, wchodzi w skład urzędu Schlei-Ostsee.

## Współpraca
- Ravsted, Dania
- Süderholz, Meklemburgia-Pomorze Przednie[1]